# Tlazazalca
Tlazazalca è una municipalità dello stato di Michoacán, nel Messico centrale, il cui capoluogo è la località omonima.
La municipalità conta 6.890 abitanti (2010) e ha un'estensione di 203,79 km².
In nome significa luogo argilloso.